# Communauté de communes du Trièves
La communauté de communes du Trièves est une communauté de communes française, située dans le département de l'Isère et la région Auvergne-Rhône-Alpes.
Elle a été créée le 1er janvier 2012 par fusion de trois communautés de communes préexistantes : communauté de communes du canton de Clelles, communauté de communes du canton de Monestier-de-Clermont, communauté de communes de Mens.
Cette communauté de communes est, depuis 2015, entièrement située dans le Canton de Matheysine-Trièves dont le bureau centralisateur est situé à La Mure.

## Composition
La communauté de communes est composée des 27 communes suivantes :

| Nom                           | Code Insee | Gentilé           | Superficie (km2) | Population (dernière pop. légale) | Densité (hab./km2) |
| ----------------------------- | ---------- | ----------------- | ---------------- | --------------------------------- | ------------------ |
| Monestier-de-Clermont (siège) | 38242      | Monétérons        | 5,45             | 1 463 (2022)                      | 268                |
| Avignonet                     | 38023      | Avignonetins      | 8,41             | 197 (2022)                        | 23                 |
| Château-Bernard               | 38090      | Chapelous         | 18,27            | 286 (2022)                        | 16                 |
| Châtel-en-Trièves             | 38456      |                   | 47,6             | 491 (2022)                        | 10                 |
| Chichilianne                  | 38103      | Chichiliannais    | 62,48            | 326 (2022)                        | 5,2                |
| Clelles                       | 38113      | Clellois          | 20,88            | 576 (2022)                        | 28                 |
| Cornillon-en-Trièves          | 38127      | Cornillonnais     | 13,92            | 169 (2022)                        | 12                 |
| Gresse-en-Vercors             | 38186      | Gressois          | 81,13            | 356 (2022)                        | 4,4                |
| Lalley                        | 38204      | Lalleysiens       | 23,65            | 183 (2022)                        | 7,7                |
| Lavars                        | 38208      | Lavardons         | 14,8             | 164 (2022)                        | 11                 |
| Mens                          | 38226      | Mensois           | 28,29            | 1 431 (2022)                      | 51                 |
| Monestier-du-Percy            | 38243      | Moneterous        | 14,99            | 256 (2022)                        | 17                 |
| Le Percy                      | 38301      | Percyais          | 15,93            | 167 (2022)                        | 10                 |
| Prébois                       | 38321      | Prabouissous      | 16,03            | 172 (2022)                        | 11                 |
| Roissard                      | 38342      | Roissardons       | 14,25            | 320 (2022)                        | 22                 |
| Saint-Andéol                  | 38355      | Saint-Andéolous   | 29,7             | 119 (2022)                        | 4                  |
| Saint-Baudille-et-Pipet       | 38366      | San-Brancassous   | 35,97            | 258 (2022)                        | 7,2                |
| Saint-Guillaume               | 38391      | Guillaumous       | 13,33            | 239 (2022)                        | 18                 |
| Saint-Jean-d'Hérans           | 38403      | Hérandous         | 17,48            | 308 (2022)                        | 18                 |
| Saint-Martin-de-Clelles       | 38419      | Saint-Martinois   | 14,72            | 184 (2022)                        | 12                 |
| Saint-Martin-de-la-Cluze      | 38115      | Saint-Martinous   | 16,26            | 749 (2022)                        | 46                 |
| Saint-Maurice-en-Trièves      | 38424      | Lou San Maurizous | 12,94            | 179 (2022)                        | 14                 |
| Saint-Michel-les-Portes       | 38429      | Portillons        | 20,59            | 283 (2022)                        | 14                 |
| Saint-Paul-lès-Monestier      | 38438      | Sainpaullou       | 13,88            | 284 (2022)                        | 20                 |
| Sinard                        | 38492      | Sinardoux         | 10,44            | 719 (2022)                        | 69                 |
| Treffort                      | 38513      | Treffortains      | 10,99            | 258 (2022)                        | 23                 |
| Tréminis                      | 38514      | Tréminisous       | 49,4             | 201 (2022)                        | 4,1                |

## Historique

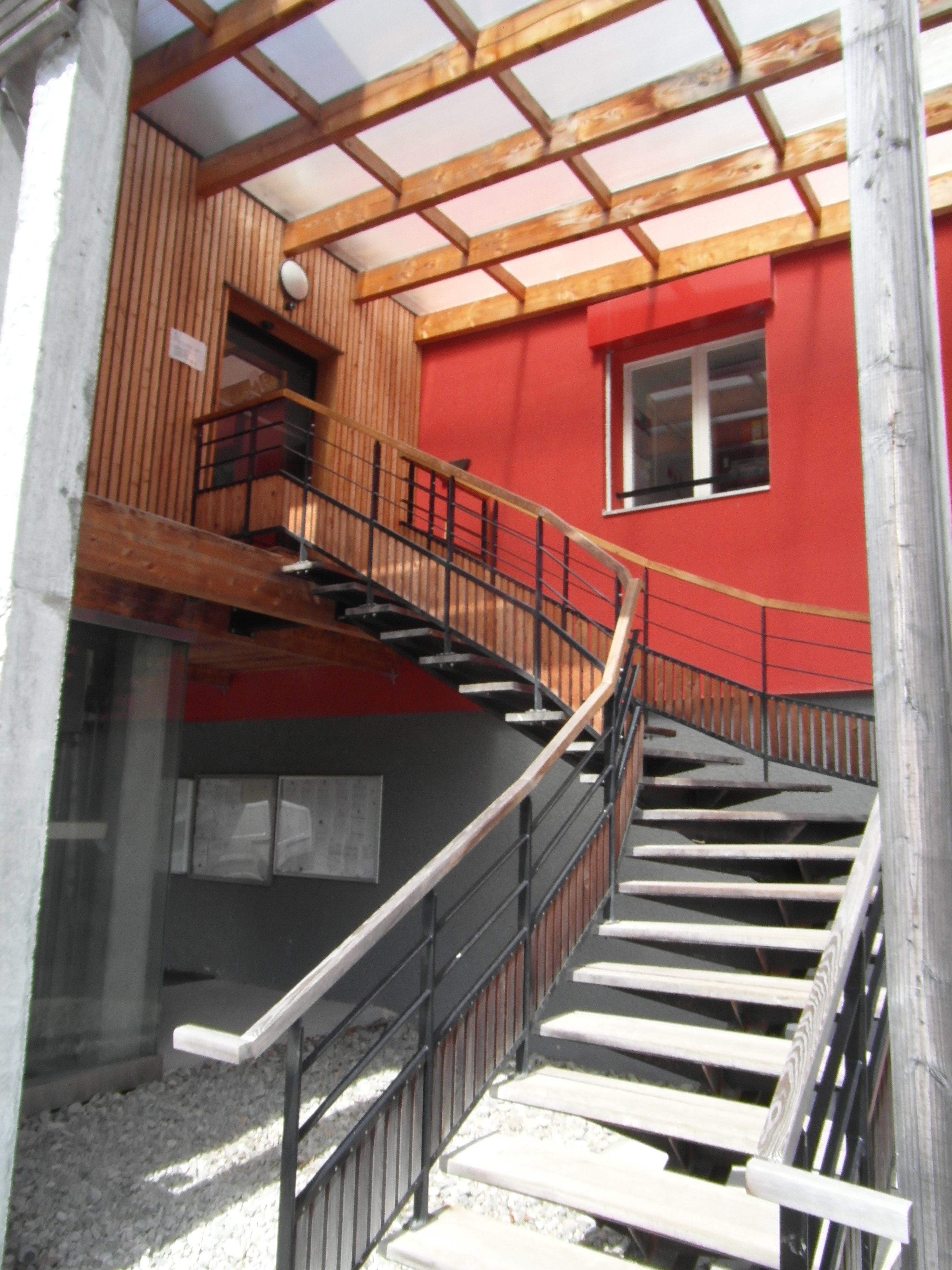
Entrée du Siège de la Communauté de Communes du Trièves

Le Trièves est un vaste territoire composé de 28 communes qui ont œuvré depuis 60 ans à la construction d’un territoire cohérent et solidaire. C’est dans cet esprit qu’il a été décidé de créer une communauté de communes du Trièves visant à associer les communes au sein d’une structure solide pour élaborer et porter un projet commun de territoire favorisant un développement économique et touristique durable, s’appuyant sur nos ressources naturelles, respectueux des femmes et des hommes qui l’habitent et en harmonie avec son environnement privilégié.
Les 28 communes du territoire ont été sollicitées sur un projet de regroupement des intercommunalités du Trièves correspondant aux préconisations du schéma départemental de coopération intercommunal validé par la CDCI.
Ainsi, en application de l’article L5211-41-3 du CGCT, modifié par la Loi n° 2010-1563 du 16 décembre 2010 portant réforme territoriale :
- la communauté de communes du canton de Clelles,
- la communauté de communes du canton de Mens,
- la communauté de communes du canton de Monestier de Clermont,

ont décidé de fusionner leurs structures en une seule communauté de communes.
Cette fusion entraîne la disparition des EPCI suivants :
- le Syndicat Mixte d’Aménagement du Trièves (SAT),
- le SIVU des Écoles de Mens
- et le Syndicat Mixte des Écoles de Monestier de Clermont,

## Sources
- La base ASPIC